# Український центр політичного менеджменту
Український центр політичного менеджменту — Всеукраїнська благодійна неприбуткова організація.
Організацію створено у 1998 році. Мета діяльності — розробка і реалізація науково-практичних проєктів і комплексних програм. Основні статутні завдання — підвищення рівня політичної культури, сприяння розвитку вітчизняної політології та психології, здійсненню загальнодержавних, регіональних і місцевих програм, спрямованих на поліпшення соціально-економічного становища та розвиток інформаційної інфраструктури.
Об'єднує провідних науковців: політологів, психологів, соціологів, філософів, викладачів і студентів вищих навчальних закладів, всіх, кого цікавлять проблеми суспільного розвитку. Розробляє і реалізує науково-дослідні проєкти, культурно-просвітницькі програми; організовує і проводить науково-практичні конференції, семінари, зустрічі, «круглі столи», громадські слухання; здійснює видавничу діяльність, готує до друку і видає наукові журнали, наукову, довідкову й навчальну літературу.

Очолює організацію — Шайгородський Юрій Жанович, доктор політичних наук, кандидат психологічних наук.
Центр є засновником і видавцем журналів «Політичний менеджмент» (фахове видання з політичних, соціологічних та історичних наук) і «Соціальна психологія» (фахове видання з психологічних, соціологічних і філософських наук); співзасновником збірника наукових праць «Сучасна українська політика» (фахове видання з політичних та філософських наук), журналу «Людина і політика» (фахове видання з політичних і наук).
Організовано і проведено (на 2014) близько 100 міжнародних та всеукраїнських науково-практичних заходів; видано близько 40 наукових, інформаційно-довідкових, аналітичних та понад 150 періодичних і продовжуваних наукових видань загальним накладом близько 100 тис. примірників, які безплатно надсилалися до державних наукових бібліотек, бібліотек вищих навчальних закладів, наукових установ, інститутів громадянського суспільства, дослідницьких центрів, органів державної влади і управління.

## Вибрані видавничі проєкти
- Вибори '98: документи, статистичні дані, аналіз / Центр соціально-психологічних досліджень та політичного менеджменту; ред. Ю. Шайгородський. — Х.: Форт, 1998. — 636 с.+ дод. — 5000 прим.[1]
- Виборче законодавство України [упорядник Ю. Шайгородський]. — К.: Український центр політичного менеджменту, 2002. — 296 с.[2]
- Верховна Рада України IV скликання: Передвиборні програми [авт.-упоряд. Ю. Шайгородський]. — К.: Український центр політичного менеджменту, 2002. — 566 с. — 1500 прим.[3]
- Українські ресурси мережі Інтернет: громадсько-політичне життя [укладач Ю. Шайгородський]. — К.: Український центр політичного менеджменту, 2003. — 296 с.[4]
- Соціально-психологічний вимір демократичних перетворень в Україні [За ред. Максименка С. Д., Циби В. Т., Шайгородського Ю. Ж.]. — К.: Український центр політичного менеджменту, 2003—512 с.[5]
- Політичні партії України: в 3 т. [уклад. Ю. Шайгородський]. — К.: Український центр політичного менеджменту, 2005. / Т.1. — 876 с.; Т.2. — 900 с.; Т.3. — 872 с. (укр.), 500 прим.[6]
- Правові засади захисту особистісних цінностей та суспільної моралі: збірник нормативних актів України [Уклад.: Ю. Ж. Шайгородський, К. П. Меркотан]. — К.: Український центр політичного менеджменту, 2007. — 440 с.[7]
- Влада і суспільство: діалог через громадські ради: [монографія] / [Шайгородський Ю. Ж., Андрійчук Т. С. та ін.; за заг. ред. Шайгородського Ю. Ж.]; USAID, УЦПМ. — К.: ПАЛИВОДА, 2011. — 147 с.: табл., рис. — 1000 прим.[8]

## Окремі міжнародні та всеукраїнські науково-практичні заходи
- Науково-практична конференція «Соціально-психологічний вимір демократичних перетворень в Україні»[9]
- Науково-практична конференція «Політична реформа в Україні»[10]
- Міжнародна науково-практична конференція «Сучасні проблеми політичного менеджменту»[11]
- Науково-практична конференція «Агресивність на телеекрані: оцінка фахівців»[12]
- Круглий стіл з міжнародною участю «Політичне лідерство на пострадянському просторі: загальне, особливе»[13]
- Науково-практична конференція «Суспільна мораль: межі дозволеного»[14]
- Круглий стіл «Політичні технології: інструмент управління чи маніпуляцій?»[15]
- Круглий стіл «Проблеми економічної соціалізації молоді»[16]
- Міжнародна науково-практична конференція «Молодь та європейські цінності»[17]